# دیوید اولم
دیوید اولم (انگلیسی: David Ulm؛ زادهٔ ۳۰ ژوئن ۱۹۸۴) بازیکن فوتبال اهل فرانسه است.
از باشگاه‌هایی که در آن بازی کرده‌است می‌توان به باشگاه فوتبال آرمینیا بیله‌فلد، باشگاه فوتبال اس‌وی زاندهاوزن، باشگاه فوتبال اف‌اس‌وی فرانکفورت، باشگاه فوتبال کیکرز اوفنباخ، باشگاه فوتبال استراسبورگ، و اشپورت فقاند زیگن اشاره کرد.